# Finn (nome)
Finn  è un nome proprio di persona danese, norvegese, svedese, olandese e tedesco maschile.

## Varianti in altre lingue
- Islandese: Finnur[1]
- Norreno: Finnr[1][2][3]

## Origine e diffusione
Continua il nome norreno Finnr, che indicava una persona proveniente dalla Finlandia o dalla Lapponia; dallo stesso termine (la cui radice è incerta, forse germanica), combinato con altri, derivano i nomi Dagfinn, Arnfinn e Thorfinn. 
Il nome è stato particolarmente comune in Scandinavia fino agli anni 1950, dopodiché il suo uso è calato; negli anni 2000 è entrato nella lista dei mille nomi più usati per i nuovi nati, piazzandosi in 540ª posizione, sia come nome di moda esotica, ma probabilmente anche per indicare ascendenze finlandesi.
In Inghilterra il nome norreno ha dato origine ad alcuni cognomi, come Finn, Fyn e Phinn, ma va notato che Finn è anche una variante arcaica del nome irlandese Fionn, così come la sua forma anglicizzata più comune.

## Onomastico
Il nome è adespota, cioè non è portato da alcun santo; l'onomastico si può festeggiare eventualmente il 1º novembre, giorno di Ognissanti.

## Persone
- Finn Berstad, calciatore norvegese
- Finn Carling, scrittore norvegese

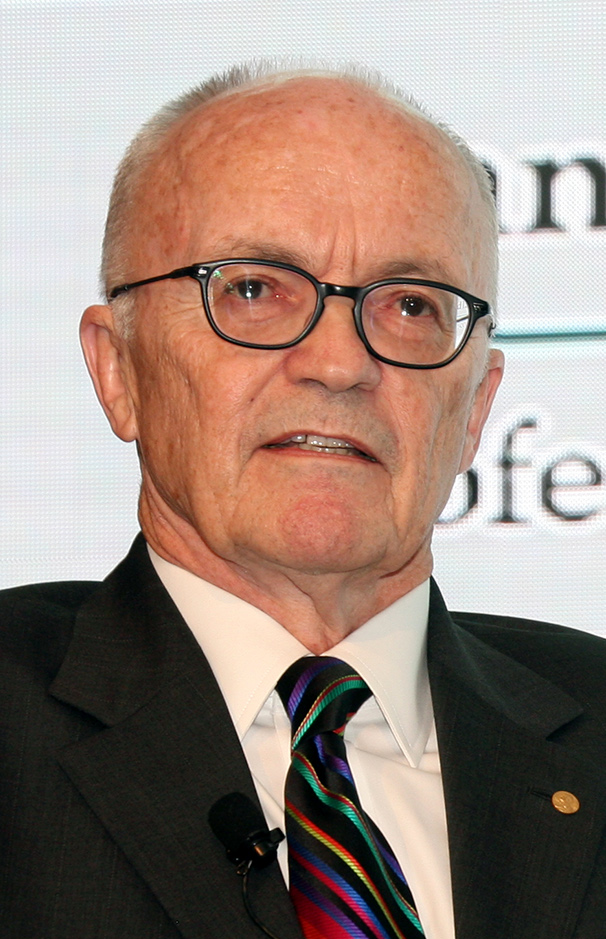
Finn Kydland

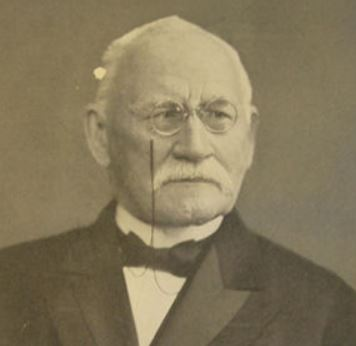
Finnur Jónsson

- Finn Olav Gundelach, diplomatico e politico danese
- Finn Gundersen, calciatore e hockeista su ghiaccio norvegese
- Finn Christian Jagge, allenatore di sci alpino e sciatore alpino norvegese
- Finn Kydland, economista norvegese
- Finn Malmgren, meteorologo ed esploratore svedese
- Finn Poncin, attore e doppiatore olandese
- Finn Rønne, esploratore e navigatore norvegese naturalizzato statunitense
- Finn Seemann, calciatore norvegese
- Finn Wolfhard, attore e musicista canadese,

### Variante Finnur
- Finnur Jónsson, filologo islandese
- Finnur Justinussen, calciatore faroese
- Finnur Orri Margeirsson, calciatore islandese

## Il nome nelle arti
- Finn è un leggendario lord frisone menzionato nel Widsith, nel poema Beowulf e nel Frammento di Finnsburg.
- Finn Hudson è un personaggio della serie televisiva Glee.
- Finn il guerriero è il protagonista della serie TV d'animazione statunitense Adventure Time.
- Finn Collins è il protagonista della serie TV post-apocalittica statunitense The 100.
- Finn Mikaelson è un personaggio della serie televisiva The Originals.
- Finn Shelby è un personaggio della serie TV britannica Peaky Blinders.